# Józef Broniewski
Józef Broniewski herbu Tarnawa (ur. 1757, zm. 1837) – major w powstaniu kościuszkowskim, kapitan z kompanią Gwardii Konnej Koronnej w 1792 roku, landrat, podprefekt, komisarz obwodu pułtuskiego.